# India en los Juegos Olímpicos de Helsinki 1952
India estuvo representada en los Juegos Olímpicos de Helsinki 1952 por un total de 64 deportistas, 60 hombres y 4 mujeres, que compitieron en 11 deportes.
El portador de la bandera en la ceremonia de apertura fue el jugador de hockey sobre hierba Balbir Singh.

## Medallistas
El equipo olímpico indio obtuvo las siguientes medallas:
| Nombre          | Deporte             | Competición |
| --------------- | ------------------- | ----------- |
| Oro             |                     |             |
| Equipo          | Hockey sobre hierba | Torneo M    |
| Plata           |                     |             |
| —               |                     |             |
| Bronce          |                     |             |
| Khashaba Jadhav | Lucha libre         | 57 kg M     |